# Berrien
Berrien är en kommun i departementet Finistère i regionen Bretagne i västra Frankrike. Kommunen ligger i kantonen Huelgoat som tillhör arrondissementet Châteaulin. År 2022 hade Berrien 920 invånare.

## Befolkningsutveckling
Antalet invånare i kommunen Berrien
Referens:INSEE